# 아시안 하이웨이 75호선
아시안 하이웨이 75호선(AH75)은 투르크메니스탄의 테젠에서 출발, 이란의 차바하르까지 이어주는 총 연장 1920 km(1190 마일)의 거리를 가진 아시안 하이웨이 노선망이자 국제 간선 도로망이다.

## 주요 경유지

### 투르크메니스탄
- 가우단 간선도로 : 테젠 - 세라크

### 이란
- 국도 제22호선 : 세라크 - 마슈하드
- 마슈하드 북부 바이패스 고속도로(영어판)
- 고속국도 제2호선 (이란)(영어판) : 마슈하드 - 바그체(영어판)
- 국도 제95호선 : 바그체(영어판) - 비르잔드 - 네반단(영어판) - 자헤단 - 차바하르